# Irem
Irem (アイレム, Airemu) é uma empresa japonesa de jogos eletrônicos.